# Буркхард I фон Мозбург
Буркхард I фон Мозбург (на немски: Burkhard I von Moosburg; † сл. 1060) е първият известен граф на Мозбург на Изар в Бавария и граф в Горен Ампер.

## Произход
Буркхард I фон Мозбург е споменат в документ на 10 декември 1055 г. През 1021 г. бенедиктинският манастир в Мозбург е прекратен и се образува Хорхерен манастир. През 1207 г. графският дворец е унищожен от пожар и голяма част от църквата. През 1281 г. графският род фон Мозбург изчезва.

## Фамилия
Буркхард I фон Мозбург се жени за фон Дисен, дъщеря на граф Бертхолд II фон Дисен († сл. 1060) и съпругата му фон Хоенварт. Те имат трима сина:
- Бурхард II фон Мозбург († 1106/пр. 13 февруари 1107), маркграф на Марка Истрия ((1093 – 1101), фогт на Аквилея ((1101), женен за Ацика († 13 февруари 1107)
- Бертхолд фон Мозбург († сл. 1106), геген-архиепископ на Залцбург (1085 – 1106)
- Буркхард III фон Мозбург († сл. 1133), граф на Мозбург, фогт на Св. Кастулус и Изен, има три деца